# Варзеа-де-Тавареш
Ва́рзеа-де-Тава́реш (порт. Várzea de Tavares)  —  район (фрегезия) в Португалии,  входит в округ Визеу. Является составной частью муниципалитета  Мангуалди. Находится в составе крупной городской агломерации Большое Визеу. По старому административному делению входил в провинцию Бейра-Алта. Входит в экономико-статистический  субрегион Дан-Лафойнш, который входит в Центральный регион. Население составляет 370 человек на 2001 год. Занимает площадь 8,44 км².
Покровителем района считается Дева Мария (порт. Santa Maria).